# Régime économique
Le régime économique désigne l'incarnation concrète dans l'espace et dans le temps d'un système économique. Le système économique fonctionne grâce à un régime, qui est ainsi l'ensemble des règles qui permettent à l'économie de fonctionner. 

## Concept
L'incarnation donne lieu le plus souvent à la création d'une variante particulière pour tenir compte des spécificités du contexte dans lequel elle s'implante . On peut citer, comme exemple de variante de contenu, le régime de « capitalisme libéral ». Il diffère du régime de « néocapitalisme » par suite d'options diverses prises quant aux formes de la concurrence, au rôle de l'État et à la structure de l'appareil productif.
Aussi, comme le fait remarquer Nicholas Georgescu-Roegen, les différences socio-culturelles entre les pays influent sur le régime économique de chacun de ces pays. Le régime économique des États-Unis n'est pas celui de la France ou encore celui de l'Allemagne. De cela il résulte que le système économique de ces pays, l'écosystème économique, est lui-même différent.
Joseph Lajugie fait remarquer que la notion de régime économique devrait être redéfinie et « élargie pour prendre en compte l'ensemble des règles légales qui, au sein d'un système économique donné, régissent les activités économiques des Hommes ». 